# Viorica Ciocan
Viorica Ciocan, coniugata Gamalet e, precedentemente, Balai (Baia Mare, 19 maggio 1952), è un'ex cestista e allenatrice di pallacanestro rumena.
È la madre di Cristina Ciocan.

## Carriera
Con la Romania ha disputato i Campionati europei del 1974.